# Lijst van afleveringen van Checkpoint (seizoen 15)
Dit is een lijst van afleveringen van Checkpoint van seizoen 15. In de schema's staan de gestelde vraagstukken aangegeven, de getrokken conclusie en notities van de test.

## Inleiding
Het vijftiende seizoen van Checkpoint start op 13 januari 2018.
Dit seizoen vinden er wederom veranderingen plaats in het testteam. Bij de meiden verlaten Dzifa, Pien en Julia het programma. Zij worden opgevolgd door Lieke, Ava-Luna en Anne. Bij de jongens worden Dave en Stefan opgevolgd door Nur en Nigel. Het aantal testteamleden blijft dit seizoen op dertien staan.
Ook de rubrieken veranderen dit seizoen. De klassieke rubriek Alternatief remmen uit seizoen 10 keert in ietwat gewijzigde vorm terug als Noodstop. Ook is er een nieuwe rubriek, getiteld Brandbescherming. In deze rubriek worden twee spelcomputers ingepakt met brandwerende materialen om uit te zoeken welk van de twee het meest brandwerend is.

## Samenstelling testteam
- Lieke Augustijn
- Aaron Castrop
- Nur Dabagh
- Carlijn Droppert
- Jaro Frijn
- Remy Hogenboom
- Gianni Koorndijk
- Nigel Onwuachu
- Sem Peelen
- Shaniqua Devine
- Tim Schouten
- Ava-Luna Stradowski
- Anne van der Vegt

## Afleveringen

### Aflevering 1
Uitzenddatum: 13 januari 2018

#### Noodstop: houten balken
| Remmethode  | Notities |
| ----------- | --- |
| Houtblokken | Er werden een aantal houten balken op de voorkant van de auto geplaatst. Bij het nemen van de noodstop (door het trekken aan een touwtje) zouden deze onder de wielen vallen waardoor de auto afgeremd zou worden. Op het parcours stond een testpop die, doordat hij al dan niet aangereden zou worden, een indicatie zou geven in hoeverre de balken werkten. Deze pop werd aangereden, maar de auto kwam wel tot stilstand. |

#### Auto-skatepark
In deze test werden methoden getest om van een auto een skatepark te maken. De verschillende methoden werden getest door Jaro op inlineskates en Remy op een skateboard.
| Methode                     | Notities |
| --------------------------- | --- |
| Rail                        | Allereerst werd er met een metalen paal een rail gerealiseerd. Deze monteerden ze aan de trekhaak van de auto en smeerden ze in met een kaars om hem glad genoeg te krijgen. Hij bleek goed te werken. |
| Mini-skatepark in bestelbus | Voor degenen die een bestelbus ter beschikking hadden werd getest hoe van een bestelbus een skatepark gemaakt kan worden. Er werd een ramp aan de deuropening gezet waardoor de bus al skatend betreden kon worden. Binnen werd er ook een ramp geplaatst waardoor er een bocht gemaakt kon worden, om uiteindelijk via de achterkant de bus weer uit te gaan. Aan deze achterkant werd nog een rail gemaakt. Het mini-skatepark werkte goed. |
| Over auto heen springen     | De overtreffende trap werd gemaakt door aan de voor- en achterzijde van een rijdende auto een ramp te monteren. Vervolgens werd er stapvoets met de auto gereden. Op dat moment sprong Jaro vanaf de ramp over de auto heen. |

#### Jongens vs Meiden → Trekkerrijden
Bij deze jongens/meidentest werd gekeken wie er beter waren op de trekker, de jongens of de meiden.
| Uitdaging                  | Winnaar    | Notities |
| -------------------------- | ---------- | --- |
| Ringsteken met een trekker | Jongens.   | Bij de eerste opdracht was er voor op de trekker een stok gemonteerd met een vlam. Hiermee moest door een viertal ringen gestoken worden om steeds de fakkel, die daarachter stond, aan te steken, zonder de ring erbij. De jongens staken echter drie ringen aan en de meiden twee, waardoor ze 30, respectievelijk 20 seconden straftijd kregen. Uiteindelijk hadden de jongens een eindtijd van 3'43" minuten, ondanks hun langere straftijd nog wel genoeg om de meiden te verslaan (4'11" minuten). |
| Parcours                   | Jongens    | Als tweede moesten de jongens en de meiden een parcours rijden, waarbij ze twee rijen ballonnen moesten platrijden met hun wielen. Vervolgens moesten ze straatje keren en achteruit inparkeren. De meiden kregen 30 seconden straftijd omdat ze 30 ballonnen hadden laten liggen. De jongens lieten er slechts twee liggen. De jongens slaagden erin om ook de tweede test op hun naam te zetten (2'15" minuten tegen 4'41" minuten).                                                                   |
| Trekker verticaal zetten   | Gelijkspel | Bij de afsluiter kregen de jongens en de meiden de opdracht om de trekker verticaal te zetten. Hiervoor reden ze met de voorwielen tegen een wand op. Zowel de jongens als de meiden kwamen met de voorkant op de maximale hoogte van 3m20. |
| Uiteindelijke winnaar.     | Jongens    | Eindstand: 3-1. Getrokken conclusie: de jongens zijn beter met trekkers. |

#### In één klap → Een auto uitdeuken
| Vraag                                                  | Antwoord | Notities |
| ------------------------------------------------------ | -------- | --- |
| Is het mogelijk om in één klap een auto uit te deuken? | Nee      | Aan de binnenkant van een autoportier, waar een deuk in zat, werd een explosief geplaatst in een poging deze uit te deuken. De explosie zorgde echter voor een bult aan de buitenzijde en sloeg tevens de ruit aan scherven. |

### Aflevering 2
Uitzenddatum: 20 januari 2018

#### Gevaarlijke bagage of niet?
| Vraag                                                  | Antwoord | Notities |
| ------------------------------------------------------ | -------- | --- |
| Is het gevaarlijk om spullen los in de auto te leggen? | Ja       | Een auto werd gevuld met bagage en twee paspoppen die als passagiers moesten fungeren. Deze werd echter niet vastgezet. Vervolgens werd de auto met een snelheid van 50 km/h in de prak gereden. De losliggende bagage kwam naar voren en bracht ernstig letsel toe aan de passagiers, waaronder een onthoofding. |

#### Meer met ladders
In dit item werden alternatieve toepassingen voor ladders getest.
| Toepassing               | Notities |
| ------------------------ | --- |
| Brug                     | Als eerste werd een poging gedaan om met twee ladders een brug te vormen waar een auto overheen kon rijden. Dit lukte. |
| Extra grote bagagedrager | In een poging om een hele klas op de fiets te kunnen vervoeren, werd er een ladder horizontaal om een fiets heen geschoven. Dit zou een extra grote bagagedrager vormen. Rachel en de twee testteamleden slaagden er met enige moeite in henzelf op deze extra grote bagagedrager te krijgen, maar concludeerden dat er ook op een gewone bagagedrager twee mensen vervoerd zouden kunnen worden. |
| Achtbaan                 | Deze test werd afgesloten door een serie ladders aan elkaar te zetten om zo de rails voor een achtbaan te vormen. Tijdens het uittesten ervan brak bij het gebruikte karretje een wiel af, maar het principe werkte technisch wel. |

#### Jongens vs Meiden → Botsen en beuken
Bij deze editie van Jongens vs Meiden werd gekeken wie er beter konden botsen en beuken, de jongens of de meiden.
| Uitdaging                                         | Winnaar | Notities |
| ------------------------------------------------- | ------- | --- |
| Met een auto een bezette parkeerplaats vrijbeuken | Jongens | Bij het eerste item moest er een auto ingeparkeerd worden. De parkeerplaats was echter bezet door een paar auto's. Deze moesten uit het vak gebeukt worden zodat de testteamleden hun auto erin konden zetten. De jongens deden dit in 1'30" minuut, de meiden in 1'50" minuut. |
| Beukbal                                           | Jongens | De testteamleden werden in zogeheten BouncingBubbles gezet en moesten simpelweg zo vaak mogelijk een bal in een goal beuken. De jongens boekten een genadeloze overwinning op de meiden: 5-0.                                                                                   |
| Torens omver rijden                               | Jongens | In de finale stonden er acht genummerde torens centraal die op volgorde omver gereden moesten worden. Ook hier slaagden de jongens erin om de meiden genadeloos in te maken. Ze deden 1'12" minuut om alle torens omver te rijden, de meiden hadden 3'02" minuten nodig.        |
| Uiteindelijke winnaar.                            | Jongens | Eindstand: 3-0. Getrokken conclusie:. |

#### Brandbescherming → Aluminiumfolie vs Bakpapier
| Product 1      | Product 2 | Winnaar        | Notities |
| -------------- | --------- | -------------- | --- |
| Aluminiumfolie | Bakpapier | Aluminiumfolie | Om de brandbeschermende eigenschappen van aluminiumfolie en bakpapier te vergelijken, werd er een spelcomputer mee ingepakt. Deze werd vervolgens onder een vlammenwerper neergezet terwijl de testteamleden erop gingen gamen. De spelcomputer die het langste bleef werken, zou het beste beschermd zijn tegen brand. Dit was het exemplaar dat in aluminiumfolie was ingepakt. |

### Aflevering 3
Uitzenddatum: 27 januari 2018

#### Stiekem plassen
In dit item werden methoden getest om onopgemerkt te plassen. Bij de tweede en derde deeltest trad Lieke op als nietsvermoedend slachtoffer.
| Methode                       | Notities |
| ----------------------------- | --- |
| In bed een plasgeul aanleggen | De eerste deeltest draaide om plassen in bed. Hiervoor werd het matras bespoten met waterafstotende spray. Vervolgens werd er met behulp van een spanband een geul aangebracht. Dankzij deze geul zou de plas in een emmer naast het bed overvloeien. Het experiment slaagde. |
| Onder een auto                | Als tweede ging Tim onder een auto liggen en zou Lieke hem zogenaamd helpen om de olie te verversen. Dit zou ze doen door Tim gereedschappen aan te reiken. In werkelijkheid zou laatstgenoemde echter stiekem onder de auto gaan plassen. Lieke had niks door en Tim slaagde. |
| Plasbuis door de broek        | Als uitsmijter werd er een plasbuis doorgetrokken door de onderbroek van Sem, door zijn broekspijp heen in een gat in zijn schoen. Zo zou zijn urine ongemerkt de straat op vloeien en zou niemand in de gaten hebben dat Sem liep te plassen. Lieke werd van dit experiment afgeleid door middel van een boogschietwedstrijd en had totaal niet in de gaten dat Sem achter haar stond te plassen. |

#### Jongens vs Meiden → Explosieven
Bij deze jongens/meidentest werd gekeken wie er beter waren met explosieven, de jongens of de meiden.
| Uitdaging                      | Winnaar | Notities |
| ------------------------------ | ------- | --- |
| Special effects                | Meiden  | Bij de eerste deeltest stond een achttal ramen centraal die – zogenaamd – zouden worden stukgeschoten door een schutter. In werkelijkheid zouden de testteamleden hier echter special effects van verzorgen zodat het zo zou lijken. Hiervoor moesten de testteamleden op het juiste moment op de juiste knoppen drukken. De jongens drukten vijf keer goed, de meiden zes keer. |
| Golfen met bommen als golfclub | Jongens | Voor de tweede opdracht werden de jongens en de meiden meegenomen naar een geïmproviseerde golfbaan met een grote bowlingbal als golfbal. Er waren geen golfclubs aanwezig, maar de bal moest in zo min mogelijk pogingen gepot worden met behulp van bommen. De jongens hadden de bal na acht keer gepot, de meiden slaagden niet.                                              |
| Gebouw opblazen                | Meiden  | Als finaleopdracht was het de bedoeling om een bouwwerk op palen naar beneden te halen met behulp van zo min mogelijk explosieven. Omdat het op dit moment 1-1 stond, zou de winnaar van deze laatste deeltest de totaalwinst in diens voordeel bepalen. Dit waren de meiden. Zij hadden drie bommen nodig om het bouwwerk neer te halen, de jongens vier.                       |
| Uiteindelijke winnaar.         | Meiden  | Eindstand: 2-1. Getrokken conclusie: de meiden zijn beter met explosieven. |

#### Noodstop: hooiberg
| Remmethode | Notities |
| ---------- | --- |
| Hooiberg   | Bij de laatste test van deze aflevering werd getracht een auto met kapotte rem tot stilstand te brengen door ermee in een hooiberg te rijden. Even voorbij de hooiberg stond een testpop opgesteld. Als deze niet aangereden zou worden, zou dat betekenen dat de hooiberg een goede remmethode zou zijn. De auto kwam op tijd tot stilstand. |

### Aflevering 4
Uitzenddatum: 3 februari 2018

#### Toch zitten in een volle bus
In dit item werden methoden getest om toch in een bus te kunnen zitten als alle plaatsen bezet zijn.
| Methode                                          | Notities |
| ------------------------------------------------ | --- |
| Een geïmproviseerde hangstoel in de bus ophangen | Als eerste werd er een alternatieve zitplaats geïmproviseerd met behulp van een autogordel en een rugzak. Deze constructie kon als hangstoel in de bus worden opgehangen en testteamlid Remy kon daar goed op zitten.                                                      |
| Een schommel achteraan de bus hangen             | Vervolgens werd er met behulp van zuignappen een schommel aan de achterkant van de bus gehangen waar testteamlid Aaron op kon zitten. Ook dit werkte. |
| Stoel in de broek                                | Tot slot kreeg testteamlid Remy een speciale beugel door zijn broek. Deze werkte met een ijzeren bevestigingspunt aan zijn schoen die ergens in moet worden vastgeklemd als ankerpunt. Vanaf dat moment kon hij op die plek gaan zitten, met zijn zitvlak van de grond af. |

#### Jongens vs Meiden → Hoogtestunts
Bij deze editie van Jongens vs Meiden werd getest wie er beter waren in stunts op grote hoogtes, de jongens of de meiden.
| Uitdaging              | Winnaar | Notities |
| ---------------------- | ------- | --- |
| In een paal klimmen    | Meiden  | Bij de eerste deeltest stond een lange paal en een balkon centraal. De testteamleden moesten proberen om met behulp van deze paal zo snel mogelijk op het balkon te komen. Hierbij kregen ze assistentie van een paar sterke mannen. De jongens zetten de paal schuin tegen de muur om zo omhoog te klimmen. De meiden konden met behulp van de paal en assistentie van de mannen tegen de muur op lopen. De jongens klommen in 3'39" minuten omhoog, maar de meiden klopten met 3'28" minuten. |
| Langs een richel lopen | Jongens | Vervolgens moesten de jongens en de meiden over een richel lopen. Deze werd steeds smaller tot ze zouden vallen. De meiden gingen als eerste en zij kwamen uiteindelijk 5½ meter ver. De jongens sprintten echter naar 7½ meter. |
| Een gebouw op klimmen  | Jongens | Tot slot moesten de jongens en de meiden een gebouw opklimmen naar de bovenste etage om een sleutelbos naar beneden te halen. De jongens finishten in 1'11" minuten, de meiden zesmaal zo lang: 7'35" minuten. |
| Uiteindelijke winnaar. | Jongens | Eindstand: 2-1. Getrokken conclusie: de jongens zijn beter in stunts op grote hoogte. |

#### In één klap → Je zwembad schoon
| Vraag                                                       | Antwoord | Notities |
| ----------------------------------------------------------- | -------- | --- |
| Is het mogelijk om in één klap een zwembad schoon te maken? | Nee      | In een poging om in één klap al het bladafval uit een zwembad te halen, werd er een grote hoeveelheid natrium in het water gedaan. De chemische reactie van het natrium en het water gaf een grote ontploffing, maar het zwembad werd er niet schoon door. |

### Aflevering 5
Uitzenddatum: 10 februari 2018

#### Potgrond vs Printerpapier
| Product 1 | Product 2     | Winnaar  | Notities |
| --------- | ------------- | -------- | --- |
| Potgrond  | Pakken papier | Potgrond | In deze editie van Brandbescherming werd er twee spelcomputer beschermd door ze te bedekken met potgrond en met pakken papier. Vervolgens werd er een vlammenwerper op losgelaten. De spelcomputer die met potgrond was bedekt bleef het langste werken. |

#### Tegenliggers
In dit item werd uitgezocht hoe de schade bij een frontale autocrash het beste beperkt kon worden.
| Methode                     | Notities |
| --------------------------- | --- |
| Harder rijden               | Als eerste werd gekeken of een auto die sneller reed zelf minder schade zou oplopen in een frontale botsing dan de andere langzamere auto. Twee auto's werden met verschillende snelheden frontaal tegen elkaar gereden, maar ze eindigden allebei evengoed total loss.                                                                       |
| Skippyballen op de bumper   | Daarna werd er een dozijn skippyballen op de voorkant van een auto vastgezet. Vervolgens werd de auto zo tegen een muur aangereden. De schade werd vergeleken met die van een auto die van tevoren als nulmeting al tegen diezelfde muur was gecrasht. De auto met skippyballen had iets minder schade, maar ze waren wel allebei total loss. |
| Springschans op de voorkant | Voor de afsluiter werd er een springschans op de voorbumper vastgezet. Een tegemoetkomende auto zou via deze schans de lucht in gelanceerd worden om op die manier hopelijk geen schade aan te richten. Er was nagenoeg geen schade. |

#### Jongens vs Meiden → Kleine ruimtes
| Uitdaging                            | Winnaar    | Notities |
| ------------------------------------ | ---------- | --- |
| Een bed een trap op tillen           | Jongens    | Als eerste moesten de testteamleden een bed een trap op tillen. Langs het parcours stonden een aantal voorwerpen die niet omgestoten mochten worden op straffe van straftijd. De jongens lieten alles heel, de meiden stootten één vaas omver. Dit leverde hen tien strafseconden op. In eindtijd was echter de speeltijd in basis al ruim beslissend, want de jongens hadden het bed in 3'29" minuten staan waar bij de meiden 5'29 minuten (5'39" met straftijd) op de klok stond. |
| Door een klein buizenstelsel kruipen | Meiden     | De jongens en de meiden testteamleden moesten door een kruipparcours van steeds smaller wordende buizen heen kruipen. De meiden waren hier het snelste. Zij hadden 1'55" minuut nodig om het parcours af te kruipen, terwijl zij er 3'30" minuten over deden. Doordat de stand nu 1-1 was, zou de laatste deeltest de beslissende zijn. |
| Escaperoom die steeds kleiner wordt  | Onbeslist  | Bij de finale deeltest stond er een kleine escaperoom centraal waarbij de jongens en de meiden een sleutel moesten bemachtigen om te ontsnappen. Deze ruimte werd in drie minuten tijd echter steeds kleiner. De testteamleden moesten ontsnappen voordat de escaperoom helemaal zou zijn ingeklapt. Voor beiden kwam het aan op de laatste seconden, maar uiteindelijk stonden zowel de jongens als de meiden niet op tijd buiten.                                                  |
| Uiteindelijke winnaar.               | Gelijkspel | Eindstand: 1-1. Getrokken conclusie: de jongens en de meiden zijn allebei even goed of even slecht in kleine ruimtes. |

#### Cliffhanger → Auto boven de afgrond
| Vraag                                                                                                 | Antwoord | Notities |
| --- | -------- | --- |
| Kan een auto op de rand van het ravijn naar beneden storten als er een vogeltje op de motorkap landt? | Nee      | Een auto stond in balans op een hoogte. Met een vishengel plaatsten de testteamleden een badeend (als vogeltje) op de motorkap. De auto stortte niet naar beneden. Ook een tak bleek nog niet voldoende. Er moest een rotsblok op gedropt worden om de auto daadwerkelijk uit balans te brengen. |

### Aflevering 6
Uitzenddatum: 17 februari 2018

#### In één klap → Kokosnoot
| Vraag                                                         | Antwoord | Notities |
| ------------------------------------------------------------- | -------- | --- |
| Is het mogelijk om in één klap een kokosnoten open te breken? | Ja       | Om te proberen een kokosnoot open te breken werd er een scherp mes gebruikt die met een raket op de kokosnoot werd afgevuurd. De kokosnoot was inderdaad opengebroken. |

#### Gevaren van een smartphone
In deze test werden de gevaren van een smartphone onder de loep genomen.
| Onderwerp                 | Notities |
| ------------------------- | --- |
| Smartphone van het balkon | Om na te gaan wat de risico's zijn als men onverhoopt een telefoon van het balkon laat vallen, werd er een glazen hoofd onderaan een hoogwerker gezet. Er werden een aantal smartphones naar beneden gedropt. Afhankelijk van hoe de telefoon op het hoofd landde, kan het letsel potentieel best ernstig zijn. |
| In het verkeer            | De gevaren van een smartphone in het verkeer werd getest door de testteamleden een parcours met hindernissen te laten rijden. Onderweg zou presentatrice Rachel ze opbellen om een aantal opdrachten uit te voeren. Tijdens dit telefoongesprek werden er aanzienlijk veel hindernissen omver gereden.          |
| Ontploffende batterij     | Het gevaar van een telefoon in een broekzak werd uitgelicht in de laatste deeltest. Met powerbanks werd de accu van een smartphone overladen waardoor deze explodeerde en dwars door de broek heen brandde. Dat dit een gevaarlijke situatie zou zijn, leed geen twijfel.                                       |

#### Jongens vs Meiden → Infiltreren
Bij deze jongens/meidentest werd gekeken wie er beter waren in infiltreren, de jongens of de meiden.
| Uitdaging                                                      | Winnaar | Notities |
| -------------------------------------------------------------- | ------- | --- |
| Ongezien door een struikgewas heen kruipen                     | Meiden  | De eerste opdracht werd opgenomen in een heidegebied. De jongens en de meiden testteamleden moesten ongezien door een struikgewas heen kruipen zonder dat de tegenpartij ze zou opmerken. In het midden van het speelveld bevond zich een hut die veroverd moest worden. Dit lukte uiteindelijk de meiden. |
| Bewakers ontlopen                                              | Jongens | Voor de tweede opdracht kregen de testteamleden een morphsuit aan. Daarmee moesten ze een parcours lopen waar bewakers liepen. Langs het parcours stonden paspoppen die ook een morphsuit aan hadden. Dankzij die paspoppen moesten de testteamleden opgaan in hun omgeving zodat ze niet gesnapt zouden worden door de bewakers. Bij zowel de jongens als de meiden haalde een van de twee testteamleden de finish. Maar de meiden hadden daar 5'45" minuten voor nodig tegen 2'50" minuten voor de jongens. Daarmee kregen de jongens de winst toegewezen. |
| Een parcours afleggen waarbij de grond niet geraakt mag worden | Meiden  | De totaalwinst van deze jongens/meidentest zou bepaald worden door deze laatste deeltest. De testteamleden moesten van buitenaf een raam openen om zo een huis binnen te komen. Eenmaal binnen moest er een ladder gebruikt worden om een parcours door het interieur af te leggen zonder daarbij met de voeten de grond te raken, omdat anders de alarminstallatie zou afgaan. Het einddoel van het parcours was een kluis waarin een schakelaar zat waarmee het alarm gedeactiveerd kon worden. Zowel de jongens als de meiden slaagden er niet in om aan het einde van het parcours te komen. De meiden kwamen echter wel aanzienlijk verder en daarmee bepaalden ze de test in hun voordeel. |
| Uiteindelijke winnaar.                                         | Meiden  | Eindstand: 2-1. Getrokken conclusie: de meiden zijn beter in infiltreren. |

#### Noodstop → In z’n achteruit
| Remmethode                    | Notities |
| ----------------------------- | --- |
| Auto in zijn achteruit zetten | Bij gebrek aan rem werd er geprobeerd om een auto stil te zetten door deze in zijn achteruit te zetten. Dit lukte. |

### Aflevering 7
Uitzenddatum: 24 februari 2018

#### De noodstop: fietsen
| Remmethode | Notities |
| ---------- | --- |
| Fietsen    | Om te kijken of het rijden in een stel fietsen genoeg remming zou veroorzaken om een auto snel tot stilstand te brengen, stond er een testpop als voetganger op het parcours. Het werkte echter volstrekt niet; de pop werd finaal van zijn sokken gereden. |

#### Altijd winnen met bowlen
In dit item werden methoden getest om altijd te winnen met bowlen. Bij de tweede en derde deeltest figureerde testteamlid Shaniqua als nietsvermoedend slachtoffer.
| Methode                 | Notities |
| ----------------------- | --- |
| Hamsterbal met RC auto  | Het idee van de eerste deeltest was om een bestuurbare bowlingbal te maken. Dit werd gedaan door een radiografisch bestuurbare auto in een hamsterbal te stoppen. Het idee leek waterdicht, maar in de praktijk bleek het systeem echter totaal niet te werken.                                                               |
| Gewicht in de bal       | In een poging de tegenstander te saboteren, werd diens bal uit evenwicht gebracht door er een extra gewicht in te verstoppen. Toen deze tegenstander, in de persoon van Shaniqua, trachtte deze bal richting de kegels te gooien, rolde deze constant de goot in. Ze rook onraad, maar had niet in de gaten waar het misging. |
| RC systeem in de kegels | Om altijd een strike te gooien, werd er een radiografisch systeem in de kegels verwerkt. Hierdoor konden de kegels op commando omvallen. Shaniqua rook onraad toen alle kegels omvielen terwijl de bal niet eens zo ver kwam, maar ook nu wist ze het geheim niet te ontrafelen.                                              |

#### Jongens vs Meiden → Evacueren
Bij deze jongens/meidentest werd getest wie beter waren in evacueren, de jongens of de meiden.
| Uitdaging                                     | Winnaar | Notities |
| --------------------------------------------- | ------- | --- |
| Personen opvangen                             | Jongens | Bij de eerste opdracht moesten de testteamleden een aantal personen opvangen die uit de ramen van een brandend gebouw sprongen. De meiden vingen er vier op, de jongens vijf. |
| Personen uit hun kamers in veiligheid brengen | Meiden  | In de tweede deeltest stonden er vijf ouderen centraal die de testteamleden uit hun kamers moesten halen en naar een centrale plek brengen. De jongens deden hier 5'30" minuten over, de meiden 5'20" minuten. |
| Branddeuren trotseren                         | Jongens | Tot slot moesten de testteamleden zichzelf redden. Ze moesten hun teamgenoot in de brandweergreep nemen en zo door een hal heen zien te komen. Echter zouden de branddeuren dichtgaan en de bedoeling was om zo ver mogelijk te komen. Beide testteamleden kwamen tot de laatste branddeur. Echter: omdat de meiden het parcours niet volledig in de brandweergreep konden afleggen, werden de jongens tot winnaar uitgeroepen. |
| Uiteindelijke winnaar.                        | Jongens | Eindstand: 2-1. Getrokken conclusie: de 'boys' zijn beter in evacueren |

#### Ovenwanten vs Wc papier
| Product 1  | Product 2 | Winnaar    | Notities |
| ---------- | --------- | ---------- | --- |
| Ovenwanten | Wc-rollen | Ovenwanten | Twee spelcomputers werden ingepakt met ovenwanten en wc-rollen om de brandwerende eigenschappen van deze twee producten te testen. Er werd een gasvlam op de beide ingepakte spelcomputers gehouden. De spelcomputer met de ovenwanten hield het langer vol. |

### Aflevering 8
Uitzenddatum: 3 maart 2018

#### Jongens vs Meiden → Greenpeace actievoerder
In deze grote jongens/meidentest, die de hele uitzending besloeg werd uitgezocht wie er beter waren als actievoerder bij Greenpeace. In vijf deeltests moesten de jongens en de meiden actievoeren tegen kolencentrales.
| Uitdaging                          | Winnaar | Notities |
| ---------------------------------- | ------- | --- |
| Schip benaderen                    | Jongens | Als eerste moesten de testteamleden in een zo kort mogelijk tijdsbestek met een motorboot een schip benaderen. Om een tijd te zetten hadden de testteamleden een flare mee die ze moesten aansteken en waarmee ze een ronde om het schip moesten varen. De meiden finishten in 11'58" minuten, de jongens in 11'10" minuten. |
| Actieslogan op het schip schrijven | Meiden  | Met milieuvriendelijke verf moesten de jongens en de meiden op een schip de slogan kolen uit, wind aan schrijven. Dit moest vanaf de kant goed leesbaar in beeld gebracht kunnen worden door een ter plaatse zijnde persfotograaf. De meiden deden dit het beste. |
| Kolencentrale beklimmen            | Jongens | Om zich toegang te verschaffen tot een kolencentrale moesten de testteamleden naar het dak klimmen om via het bovenluik binnen te dringen. De meiden deden dit in 5'01" minuten, de jongens waren reeds na anderhalve minuut bij het luik. |
| Bewijsmateriaal fotograferen       | Meiden  | De kolencentrale werd beticht van illegale activiteiten. Daarom moesten de testteamleden, eenmaal in de kolencentrale, een kluis kraken waar bewijsmateriaal in zat. Dit moesten ze fotograferen en naar presentatrice Rachel sturen. Om de kluis te openen, moesten de testteamleden op zoek naar de geboortedatum van de vrouw van de directeur. En dit alles moest gebeuren zonder dat de testteamleden werden betrapt door een bewaker, die iedere vier minuten zou binnenkomen. Uiteindelijk slaagden de meiden na ruim 12 minuten in hun opdracht, de jongens waren pas na 16 minuten klaar. Omdat de tussenstand nu 2-2 was, zou de finale bepalend zijn voor de totaalwinst. |
| Abseilen                           | Meiden  | Omdat de kolencentrale uitbreidingsplannen zou hebben, was het aan de testteamleden om daartegen te demonstreren. Bij de persconferentie zouden ze gaan abseilen met een spandoek, de microfoon overnemen om hun slogan kolen uit, wind aan uit te roepen en een 'wind' laten met ludieke kunstbillen. De meiden deden dit het beste en klopten daarmee de jongens in de strijd om de overall totaalwinst. |
| Uiteindelijke winnaar.             | Meiden  | Eindstand: 3-2. Getrokken conclusie: de meiden zijn de beste actievoerders. |

### Aflevering 9

#### Echt gras vs kunstgras
Bij dit korte testje werd echt gras vergeleken met kunstgras.
| Product 1 | Product 2 | Winnaar   | Notities |
| --------- | --------- | --------- | --- |
| Echt gras | Kunstgras | Echt gras | Bij deze korte test werd met twee proefjes getest of men beter af zou zijn met echt gras of met kunstgras. Eerst werd er een vlak van beide grassoorten op een boor gezet en deze werden draaiend tegen de dijen van testteamlid Nour gehouden. Zo werd gekeken hoeveel schaafwond de beide grassoorten zouden veroorzaken als er een sliding gemaakt zou worden. Het echte gras kwam als beste uit de test. Ook werd gekeken welke grassoort het meest geschikt was om een onfortuinlijke hondendrol onder de zool te verwijderen. Ook hier scoorde het echte gras beter. |

#### Watersporten in de sloot
Bij deze grote test werd geprobeerd of het mogelijk was om in een Nederlandse sloot te raften.
| Methode                         | Notities |
| ------------------------------- | --- |
| Sluis                           | Als eerste werd er een sluis aangebracht die, wanneer deze geopend zou worden, het water zou laten wegstromen. Op die manier zou er wellicht genoeg stroom in de sloot komen waardoor er geraft kon worden. Dit bleek echter minder toereikend dan gehoopt.                                             |
| Buitenboordmotoren              | In een poging om tegen de stroom in te kunnen varen, werd er een kooiconstructie met twee buitenboordmotoren in de sloot gezet. Wanneer deze werd ingeschakeld, zou deze een goede stroom bieden om tegenin te gaan. In tegenstelling tot de voorgaande deeltest bracht dit wel het gewenste resultaat. |
| Glijbaan met buitenboordmotoren | Voor extra adrenaline werd er een met groene zeep ingesmeerde schans in de sloot geplaatst waar de testteamleden vanaf konden glijden. Vervolgens zouden de testtemleden, net als in voorgaande deeltest, tegen de door buitenboordmotoren opgewekte stroom in varen.                                   |

#### Jongens vs Meiden → Stapelen
Bij deze jongens/meidentest werd gekeken wie er beter waren in stapelen, de jongens of de meiden.
| Uitdaging                             | Winnaar | Notities |
| ------------------------------------- | ------- | --- |
| IJsbolletjes stapelen                 | Meiden  | De bedoeling was om zo veel mogelijk bolletjes ijs in een hoorntje te scheppen zonder dat deze om zouden vallen. De meiden wonnen uiteindelijk met een bolletje meer.                                                                                     |
| Watertonnen stapelen met een heftruck | Jongens | De jongens en de meiden reden met een heftruck en moesten hiermee watertonnen op elkaar stapelen tot een zo groot mogelijke toren. De meiden eindigden uiteindelijk met vier tonnen op elkaar, de jongens hadden er acht.                                 |
| Bagage stapelen                       | Jongens | In de finale kregen de testteamleden 10 minuten de tijd om zo veel mogelijk bagage op het dak van een auto te stapelen. De stapel moest dermate solide zijn dat ze ermee konden rijden. De meiden finishten met een hoogte van 2m80, de jongens met 3m65. |
| Uiteindelijke winnaar.                | Jongens | Eindstand: 2-1. Getrokken conclusie: de jongens zijn beter in stapelen. |

#### In één klap → Zonnebrandcrème
| Vraag                                                               | Antwoord        | Notities |
| ------------------------------------------------------------------- | --------------- | --- |
| Is het mogelijk om je in één klap in te smeren met zonnebrandcrème? | In twee klappen | Er werd een spudgun gebruikt om zonnebrand in een klap op de lichamen van de testteamleden te schieten. Aan de voorzijde werd een stuk gaas gezet om ervoor te zorgen dat het er niet als één klodder uit zou komen. Met één klap werd het testteam slechts aan één kant ingesmeerd. Een tweede klap zou voldoende zijn om het testteam helemaal in te smeren. |

### Aflevering 10

#### Vierkante wielen
| Vraag                                              | Antwoord           | Notities |
| -------------------------------------------------- | ------------------ | --- |
| Is het mogelijk om met vierkante wielen te rijden? | Niet met alle vier | Bij het eerste testje van deze aflevering werd er een poging gedaan om te rijden met vierkante wielen. Eerst werden alleen de voorwielen vervangen door vierkante exemplaren. Daarmee kon nog redelijk gereden worden. Toen alle wielen werden vervangen, kwam de auto echter niet meer van zijn plaats. |

#### De grote huttentest
Bij deze afvalrace werd uitgetest van welk materiaal de stevigste hut gebouwd kon worden. De materialen hut die getest werden waren: speelgoed, karton, hout en matrassen.
| Invloed van buitenaf | Afvaller  | Notities |
| -------------------- | --------- | --- |
| Wind                 | Matrassen | Bij de eerste test werd de windbestendigheid van de hutten getest door deze boven op een auto te zetten. Hier werd mee gereden. De hut die er als eerste af zou vallen, zou geëlimineerd worden. Dit was de hut van de matrassen.                                                                                           |
| Regen                | Speelgoed | In de drie overgebleven hutten (hout, karton en speelgoed) werd een blok natrium gelegd, die zou ontploffen als het nat zou worden. Deze werden onder een serie douches gezet om regen na te bootsen. De hut waarin het natrium als eerste zou afgaan, zou afvallen. Dit gebeurde bij de hut die van speelgoed was gemaakt. |
| Sloopkogel           | Karton    | Tot slot werd de weerbaarheid van de laatste twee hutten getest door er een sloopkogel tegenaan te gooien, net zo lang tot een van de twee hutten kapot was. De kartonnen hut werd tot drie keer toe omgekegeld en ging helemaal kapot, terwijl de houten hut weinig noemenswaardige schade opliep.                         |

Na deze drie rondes was alleen de houten hut nog over. Geconcludeerd werd dan ook dat er niets boven een houten hut ging.

#### Jongens vs Meiden → Laden en lossen
| Uitdaging                    | Winnaar    | Notities |
| ---------------------------- | ---------- | --- |
| Dozen vangen                 | Gelijkspel | Aan het plafond van de loods hingen een tiental dozen. Steeds zou er één doos worden beschenen door een laser. Na tien seconden zou hij dan naar beneden vallen. De bedoeling was om zo veel mogelijk dozen op te vangen in een bolderkar. Zowel de jongens als de meiden vingen er zeven.                                 |
| Dozen katapulteren           | Jongens    | De testteamleden werden achter in een bestelbus gezet waarin een grote katapult was neergezet. De bedoeling was om in het voorbijrijden dozen in een tuin te schieten. De jongens schoten uiteindelijk twee dozen de tuin in, de meiden slechts een.                                                                       |
| Laden en lossen op het water | Meiden     | De jongens en de meiden testteamleden werden over een parcours op het water gevaren. Ze hadden een aantal dozen en brieven bij en langs de route stonden een aantal steigers met ook een serie dozen, brieven en brievenbussen. De bedoeling was om alle dozen en brieven goed te bezorgen. De meiden deden dit het beste. |
| Uiteindelijke winnaar.       | Gelijkspel | Eindstand: 2-2. Getrokken conclusie: de jongens en de meiden zijn allebei even goed in laden en lossen. |

#### Cliffhanger → Touwbrug
| Vraag                                                           | Antwoord | Notities |
| --------------------------------------------------------------- | -------- | --- |
| Is het mogelijk om te blijven hangen aan een vallende touwbrug? | Nee      | Sem ging een touwbrug over. Deze zou op een bepaald moment worden doorgehakt om te kijken of het mogelijk zou zijn om hem dan nog te grijpen en te blijven hangen. Het lukte niet. |

### Aflevering 11

#### Verder trappen met een bal
| Onderwerp                  | Notities |
| -------------------------- | --- |
| Een voetbal verder trappen | Bij deze korte test werd geprobeerd of het mogelijk is om een bal verder te schieten zonder training. Eerst werd dit geprobeerd door de bal met helium te vullen. Dit had echter een averechts effect; de bal kwam juist minder ver. Daarna probeerde testteamlid Gianni de bal te trappen met een extra zware schoen, gerealiseerd door met een schoen in cement te staan en dit te laten aankoeken. Ook dit leverde niet het gewenste resultaat op. |

#### Veilig uit de boom
Bij deze grote test werden methoden uitgetest om veilig uit de boom te komen zonder daar de brandweer voor te hoeven bellen.
| Methode                             | Notities |
| ----------------------------------- | --- |
| Escape chute van visnetten          | De eerste methode was geïnspireerd door de escape chute. Dit systeem werd nagemaakt met behulp van visnetten. Hierdoorheen wist testteamlid Tim veilig beneden te komen.                                                                                        |
| Valkussen                           | Als tweede werd er een valkussen gemaakt. Dit werd gedaan door een zeil om te vouwen, dicht te plakken en te vullen met lucht. Testteamlid Nour blies het kussen op, maar hij durfde niet naar beneden te springen. De test werd daarom gedaan met een testpop. |
| Een zipline maken met een kruisboog | Tot slot werd er een kruisboog gebruikt. Aan de pijl werd een touw vastgemaakt. Door dit geheel in een naastgelegen boom te schieten, ontstond er een zipline waarlangs testteamlid Nour naar beneden kon komen. De test slaagde; Nour kwam veilig op de grond. |

#### Jongens vs Meiden → Op het dak
Bij deze jongens/meidentest werd gekeken wie er beter op het dak waren, de jongens of de meiden.
| Uitdaging                                | Winnaar | Notities |
| ---------------------------------------- | ------- | --- |
| In een steegje omhoog klimmen            | Jongens | De testteamleden moesten simpelweg tussen de twee muren van een smalle steeg omhoog klauteren om een bal van het dak te halen. De jongens lukte dit als eerste. |
| Op het dak ballen uit de regengoot halen | Jongens | Bij de tweede deeltest zaten de twee testteamleden van elke partij aan elkaar vast met een touw. Om beurten moesten ze op en neer bewegen om de bal uit de regenpijp aan hun kant te halen. Degene die na drie minuten de meeste ballen eruit haalde, was de winnaar. De jongens hadden na afloop nog vier ballen in de regenpijp en versloegen daarmee de meiden, die nog zeven ballen over hadden. Omdat de stand nu 2-0 was, haalden de jongens met deze overwinning ook de totaalwinst binnen. |
| Rooftopping met een hoverboard           | Jongens | In de finale stond rooftopping centraal. De testteamleden moesten met een hoverboard een parcours op het dak van een gebouw rijden. Onderweg moesten ze een bal meenemen en langs een regenpijp zien te manoeuvreren. Beide partijen legden het hele parcours af, maar ook hier wisten de meiden niet te winnen; zij finishten na 4'17" minuten terwijl de jongens slechts 2'26" minuten nodig hadden.                                                                                             |
| Uiteindelijke winnaar.                   | Jongens | Eindstand: 3-0. Getrokken conclusie: de jongens zijn het beste op het dak. |

### Aflevering 12
Uitzenddatum: 31 maart 2018

#### De noodstop → Vuilnis
| Remmethode | Notities |
| ---------- | --- |
| Kliko's    | In een poging tot stilstand te komen zonder te remmen was het idee deze keer om in een lading kliko's te rijden. Het testteam reed met hun auto vol in deze vuilcontainers, maar dit had praktisch geen effect. |

#### Harder rennen
Bij deze grote test werden methoden uitgetest om gemakkelijker een sprintje te trekken. Testteamleden Aaron en Tim hadden, los van de te testen methode elk een controletest gedaan, waarbij ze over een recht parcours liepen. Aaron deed dit in 4"95 seconden, Tim in 4"33 seconden.
| Methode                   | Notities |
| ------------------------- | --- |
| Schuin aflopende schoenen | De eerste methode was geïnspireerd door het idee van een heuvel af rennen. Testteamlid Aaron kreeg een paar schoenen aan, die in een hoek naar voren stonden. Hij probeerde hiermee onder zijn eigen tijd te komen, maar bleef echter amper staan. |
| Wind mee met wingsuit     | Dus werd er overgegaan op een tweede methode. De testteamleden kregen een wingsuit aan, die wind opving. Het idee was dat ze de dankzij de wind in de rug sneller konden rennen. Testteamlid Remy probeerde dit uit, maar kwam met 4"74 seconden niet aan de tijd die hij had gelopen. |
| Adrenaline                | De eerste twee deeltests leverden beiden dus niet het gewenste resultaat. Nog één poging werd er ondernomen om Aaron harder te laten rennen. Hij speelde een potje Jenga met presentatrice Rachel. Tijdens dit spelletje zou Tim hem hard aan het schrikken maken waardoor Aaron adrenaline door hem heen zou krijgen. Na dit 'startsein' moest hij direct over het parcours heen rennen. Het werkte: met 4"31 seconden zette hij de snelste tijd van allemaal neer. Kortom, als je gemakkelijker een sprintje wilt trekken moet je ervoor zorgen dat iemand je laat schrikken voordat je wegrent. |

#### Jongens vs Meiden → In geval van nood
Bij deze jongens/meidentest werd gekeken wie er beter waren in noodsituaties, de jongens of de meiden.
| Uitdaging              | Winnaar | Notities |
| ---------------------- | ------- | --- |
| Ruiten inslaan         | Meiden  | In de eerste deeltest stond het inslaan van een ruit centraal. Er was een parcours uitgezet met auto's waar de testteamleden doorheen konden kruipen door het inslaan van de ruiten. De meiden waren het snelste; een tijd van 2'17" minuten tegen 2'33" minuten. |
| Wc ontstoppen          | Meiden  | Bij de volgende opdracht stonden twee verstopte toiletpotten centraal. Iedere partij kreeg één toiletpot ter beschikking die ze zo snel mogelijk moesten ontstoppen. Onder de beide toiletpotten stond een lid van de tegenpartij, die de 'verstopping' over zich heen zou krijgen op het moment dat de toiletpot ontstopt werd. De meiden hadden hun pot als eerste ontstopt en testteamlid Nur uit het jongensteam kreeg de volle laag over zich heen. |
| Schip hozen            | Jongens | De finale draaide om schipbreuk. De boot liep vol water en de bedoeling was om dit zo lang mogelijk buiten te houden. Zodra de boot was "gezonken" ging er een rode fakkel branden. De jongens haalden hier een verpletterende winst, met zeventien minuten tegen zes. Omdat de meiden echter beide voorgaande deeltests gewonnen hadden, had dit voor de totaalwinst geen verandering meer.                                                             |
| Uiteindelijke winnaar. | Meiden  | Eindstand: 2-1. Getrokken conclusie: de meiden zijn het beste in noodsituaties. |

### Aflevering 13
Uitzenddatum: 7 april 2018

#### Low budget actiefilm
In deze grote test werd uitgetest hoe er low-budget een eigen actiefilm gemaakt kan worden.
| Onderdeel          | Notities |
| ------------------ | --- |
| 360-effect         | Als eerste werd het beeld van een draaiende camera gerealiseerd. Op de bovenkant van de auto van de achtervolgers werd een houten balk geplaatst die kon draaien. Hieraan hing een smartphone op opnamestand. Het resultaat was inderdaad een draaiend beeld zoals in de film. |
| Kogelimpact        | Om kogelimpacts na te bootsen, werden er in een deur gaten geboord. In elk gat werd een rotje gestopt en vervolgens werden de gaten weer dichtgemaakt. Door de rotjes af te laten gaan, kon in de film het idee worden opgewekt dat het gat ontstond door te schieten. |
| Crash en autobrand | De scène zou uiteindelijk tot een climax komen doordat presentatrice Rachel met haar auto zou crashen en deze zou ontploffen. Dit zou in werkelijkheid echter niet gebeuren. Het Checkpoint-testterrein was op schaal nagemaakt. Hierop kon een model van Rachels auto tegen een container 'crashen'. De brand werd vervolgens gerealiseerd met behulp van een vortexkanon met propaangas die op een waxinelichtje werd geschoten waardoor er een steekvlam geïmproviseerd kon worden. |

#### Door de ruit slingeren
| Vraag                                                     | Antwoord | Notities |
| --------------------------------------------------------- | -------- | --- |
| Is het mogelijk om dwars door een ruit heen te slingeren? | Ja       | Presentatrice Rachel probeerde door een ruit heen te breken door er aan een touw hangend tegenaan te slingeren waarbij ze er met haar voeten een ferme trap tegen gaf. Dit werkte nog niet. Toen er echter een aantal noodhamertjes onder haar schoenzolen werden vastgezet, brak ze er wel doorheen. |

#### Jongens vs Meiden → Stuntcrew
Bij deze jongens/meidentest werd gekeken wie er beter waren in stunten, de jongens of de meiden.
| Uitdaging                               | Winnaar | Notities |
| --------------------------------------- | ------- | --- |
| Schilderijen over andermans hoofd slaan | Jongens | Bij de eerste deeltest stond een wand met een aantal schilderijen centraal. De bedoeling was om, net als in de bekende filmscène, deze bij een ander over het hoofd heen te slaan. Degene die zo uiteindelijk de meeste schilderijen om zijn/haar lichaam had hangen, zou winnen. Er hing een oneven aantal schilderijen, zodat een gelijkspel uitgesloten werd. Van de vijftien schilderijen bleken de meiden er zeven te hebben gescoord, maar de jongens hadden de winnende acht. |
| Driften                                 | Jongens | Als tweede stonden er vijf poppen op een ladder centraal alsmede een auto. De achterkant van de auto was op hondjes gezet waardoor er makkelijk gedrift kon worden. De bedoeling was om al driftend de ladders om te tikken met de achterkant van de auto. De jongens tikten alle vijf de ladders omver, maar de meiden tikten bij een daarvan slechts de pop eraf. Daarom werd de test in het voordeel van de jongens bepaald.                                                      |
| Door een tafel heen springen            | Jongens | Tot slot moesten de jongens en de meiden testteamleden door een aantal tafels heen springen. Hier was een gat in gemaakt waar doorheen ze moesten springen zonder de rest van de tafel te beschadigen. De meiden vernielden in hun sprong uiteindelijk drie van de vijf tafel, de jongens klopten met twee. |
| Uiteindelijke winnaar.                  | Jongens | Eindstand: 3-0. Getrokken conclusie: de mannen zijn de beste stuntmannen. |

#### Dwars door hekken
| Vraag                                                                      | Antwoord | Notities |
| -------------------------------------------------------------------------- | -------- | --- |
| Is het mogelijk om met een auto door hekken en afzettingen heen te rijden? | Ja       | Een auto werd over een parcours getrokken richting een aantal afzettingen om te kijken waar hij doorheen zou breken. De auto vernielde drie van de vier afzettingen en raakte toen van koers. De filmscène werd voor mogelijk gehouden. |

### Aflevering 14
Uitzenddatum: 14 april 2018

#### Waterskiën achter een roeiboot
| Vraag                                                 | Antwoord | Notities |
| ----------------------------------------------------- | -------- | --- |
| Is het mogelijk om te waterskiën achter een roeiboot? | Nee      | Testteamlid Remy hing achter een roei-acht en probeerde te waterskiën. Ondanks verschillende pogingen lukte het niet om te blijven staan. |

#### Afkoelen zonder airco
In deze test werden manieren getest om af te koelen zonder airco.
| Methode                                              | Notities |
| ---------------------------------------------------- | --- |
| Zelfgemaakte windtunnel van ventilator en dekbedhoes | Om te beginnen werd er een dekbedhoes gebruikt om een windtunnel van te maken. Aan het uiteinde werd een ventilator neergezet die koude lucht naar binnen blies. Testteamlid Tim kroop erin en hij kreeg het goed koel. |
| Een pak vol water maken                              | Voor de tweede deeltest werd een klein kinderzwembad en een luchtdichte broek gebruikt die Aaron aantrok. Hierbij werd in het zwembad een gat gezaagd waardoor testteamlid Aaron het ding om zijn middel zou kunnen dragen. Toen Aaron dit geheel aan had, werd het zwembad en de broek gevuld met water. Hij kreeg het er goed koel door. |
| Drone met sproeier                                   | Tot slot werd er een drone inzet, waaronder een sproeier werd gehangen. Testteamlid Tim probeerde het systeem uit en het bleek goed te werken. |

#### Jongens vs Meiden → In de modder
Bij deze editie van Jongens vs Meiden werd gekeken wie er beter in de modder waren, de jongens of de meiden.
| Uitdaging               | Winnaar    | Notities |
| ----------------------- | ---------- | --- |
| Bommetje                | Jongens    | Bij de eerste opdracht moesten de jongens en de meiden een bommetje maken in een modderpoel, waarbij de spetters zo ver mogelijk moesten komen. De meiden kwamen zes meter ver, de jongens 10m20.                                                                              |
| Modderparcours rijden   | Gelijkspel | Daarna moest er een modderparcours zo ver mogelijk worden afgelegd met een quad. De afstand zou vaststaan op het moment dat het voertuig zou komen vast te staan in de modder. Echter bereikten zowel de jongens als de meiden het einde, waardoor de proef ex aequo eindigde. |
| Voetballen in de modder | Jongens    | Tot slot werd er in een modderveld een potje gevoetbald. De jongens versloegen de meiden met 4-1. |
| Uiteindelijke winnaar.  | Jongens    | Eindstand: 3-1. Getrokken conclusie: de jongens zijn beter met modder. |

#### De noodstop → Vangrail
| Remmethode                 | Notities |
| -------------------------- | --- |
| Afremmen langs de vangrail | Langs het inmiddels bekende parcours in deze rubriek stond een vangrail opgesteld. Het idee was om te proberen af te remmen door met de auto langs deze vangrail de scheren. Als de auto stil zou staan voordat een paspop op het einde zou worden omgereden, zou de test zijn geslaagd. De pop werd uiteindelijk aangereden, maar de auto was op dat moment wel al een flink eind afgeremd. |

### Aflevering 15
Uitzenddatum: 21 april 2018

#### Botsen zonder gordel
| Vraag                                                     | Antwoord | Notities |
| --------------------------------------------------------- | -------- | --- |
| Moet je ook een gordel dragen als je maar langzaam rijdt? | Ja       | Het testteam liet een auto crashen met een relatief lage snelheid van 30 kilometer per uur. Op het dak zat een tot menselijk gewicht verzwaarde testpop die naar voren gelanceerd zou worden doordat de auto zou botsen. De pop werd uiteindelijk vier meter gelanceerd, wat in werkelijkheid voor flink wat letsel gezorgd zou hebben. |

#### Superheldencape
In deze test werden voor- en nadelen van een superheldencape getest.
| Onderwerp                   | Notities |
| --------------------------- | --- |
| Een cape dragen op de motor | Om te beginnen werd er gekeken wat er zou gebeuren als men een cape zou dragen op de motor. Hiervoor werd een testpop op een motor gezet. Door de rijwind kwam de stof kwam vrijwel gelijk in de draaiende machinerie vast te zitten waardoor de testpop van de motor af werd geslingerd. Geconcludeerd werd dat een cape op de motor levensgevaarlijk was. |
| Een cape als parachute      | Als tweede werd gekeken of een cape als parachute kon dienen. Hiervoor werden er twee testpoppen naar beneden geworpen; een met cape en een zonder cape. Als eerste werd dit gedaan terwijl de pop met cape deze los had wapperen. Dit werkte niet. Maar zelfs toen de cape in een tweede test werd vastgezet zodat hij als een parachute lucht kon vangen, maakte de pop een dodelijke smak op de grond. |
| Een cape als schild         | Tot zover bleek de cape dus niet al test te zijn. Maar er werd nog één test gedaan. In films houden capes schoten van de tegenstander tegen. Getest werd of dit in het echt ook zou kunnen. Gewoon een stilhangende cape kon een schot uit een kruisboog niet tegenhouden. Toen de cape echter aan het wapperen werd gebracht door de pop op het dak van een rijdende auto te zetten, werd de pijl tegengehouden door de wapperende cape. Zo werd er toch nog één voordeel gevonden bij het dragen van een cape. |

#### Jongens vs Meiden → Klopjacht
Bij deze editie van Jongens vs Meiden werd gekeken wie er beter waren in een klopjacht, de jongens of de meiden. Er stonden drie criminelen centraal die in de drie verschillende deeltests opgepakt zouden worden.
| Uitdaging                             | Winnaar | Notities |
| ------------------------------------- | ------- | --- |
| Gebarricadeerde doorgang binnenbreken | Jongens | Als eerste moesten de jongens en de meiden een doorgang, die gebarricadeerd was, doorbreken. Hiervoor hadden ze een stormram tot hun beschikking. De jongens braken als eerste binnen en hielden een van de drie criminelen succesvol aan. |
| Achtervolging door tuinen             | Jongens | De tweede crimineel rende door een serie achtertuinen heen, gescheiden door schuttingen. De testteamleden moesten zich een weg banen door de tuinen heen om hem aan te kunnen houden. De meiden klommen over de schuttingen heen en kregen de crimineel uiteindelijk te pakken. De jongens spaarden flink wat tijd doordat ze de eerste schutting doorbraken in plaats van eroverheen te klimmen. Zij vatten de crimineel in de eerste tuin gelijk in de kraag.         |
| Achtervolging op autokerkhof          | Meiden  | De laatste van de drie criminelen hield zich op een autokerkhof verborgen. De jongens en de meiden testteamleden kregen elk de opdracht om hem zo snel mogelijk te vangen. Hiervoor vloog er een cameradrone in de lucht die de gefilmde beelden doorstuurde naar een beeldscherm die de testteamleden bij zich droegen. Op die manier ze de crimineel lokaliseren. De meiden vingen de crimineel uiteindelijk in 2'10" minuten, de jongens hadden 2'30" minuten nodig. |
| Uiteindelijke winnaar.                | Jongens | Eindstand: 2-1. Getrokken conclusie: de jongens zijn het beste met de klopjacht. |

#### Fierljeppen met brommer
| Vraag                               | Antwoord | Notities |
| ----------------------------------- | -------- | --- |
| Kun je fierljeppen met een brommer? | Ja       | Om dit te kunnen bereiken, werd er een kantelbrugconstructie gebouwd boven een bassin, dat een sloot moest voorstellen. Dit systeem werd eerst getest met een fiets, dat goed werkte. Met een brommer was het een stuk lastiger, maar na een paar pogingen lukte dat uiteindelijk ook. |

### Aflevering 16
Uitzenddatum: 28 april 2018

#### Beter hobbelen
| Vraag                                                        | Antwoord | Notities |
| ------------------------------------------------------------ | -------- | --- |
| Kun je beter snel of langzaam over een hobbelige weg rijden? | Snel     | Met behulp van houten latjes werd een hobbelige weg nagebootst waar het testteam met een auto overheen ging rijden. Aan de zijkant van de auto was een bus spuitverf bevestigd die constant ingedrukt werd en zo een lijn kon spuiten als de auto aan het rijden was. Door te kijken hoe recht deze lijn was, kon gekeken worden in hoeverre de auto over de hobbels heen stuiterde. De lijn die was gezet met snel rijden had de minste oneffenheden en de conclusie was dan ook dat snel rijden beter was. |

#### Gevaren van een airbag
In deze test werden de gevaren van een airbag getest.
| Onderwerp                      | Notities |
| ------------------------------ | --- |
| Je arm breken bij het toeteren | Doordat de airbag in het druksysteem van de claxon bevestigd zat, was het idee dat een bestuurder weleens een arm zou kunnen breken als de airbag uitklapt terwijl hij toeterde. Om te kijken of dit klopte, werd er een hertenbot voor een uitklappende airbag gehangen. De kracht van de airbag bleek groot genoeg om dit bot finaal te verbrijzelen.                                                                                         |
| Gevaarlijke zithoudingen       | In de tweede deeltest werden er twee gevaarlijke zithoudingen getest. De eerste was de bijrijder die languit lag met zijn voeten op het dashboard, de ander de bestuurder die dicht op het stuur zat. Beide inzittenden werden gesimuleerd met testpoppen die in een auto waren geplaatst. Toen deze auto tegen een muur werd aangereden, vloog de bijrijder met haar tenen door de voorruit heen en liep de bestuurder een fikse hoofdwond op. |
| Alternatieven voor de airbag   | Er werden twee alternatieve airbags geprobeerd in plaats van de traditionele in de auto. De eerste was een serie opblaasartikelen die om een lichaam heen werden gedaan, de tweede was een airbag op de borst vastgemaakt waardoor deze van de gebruiker af uitklapt. Beide methoden werkten. |

#### Jongens vs Meiden → Op het strand
Bij deze editie van Jongens vs Meiden werd gekeken wie er beter in zijn element was op het strand, de jongens of de meiden.
| Uitdaging                                 | Winnaar | Notities |
| ----------------------------------------- | ------- | --- |
| Zo lang mogelijk op heet strandzand staan | Jongens | Als eerste stond er een grote barbecueconstructie centraal. Hierbij werden tegels verhit door kolen en hier werd zand op gelegd. De bedoeling was om zo lang mogelijk op dit hele zand te blijven staan. De jongens bleven langer staan. |
| Zandkasteel bouwen                        | Jongens | De bedoeling van de tweede deeltest was om een zo sterk mogelijke zandkasteelmuur te bouwen. Deze moest gebouwd worden rond een kuil waar een bal in lag. Na vijf minuten werd de stevigheid van de muur getest doordat de tegenpartij emmers met water tegen de muur aan gooide. Als de muur was doorgebroken, zou er water in de kuil stromen waardoor de bal zou gaan drijven. De jongens eisten ook in deze deeltest de winst op.       |
| Banaanvaren                               | Jongens | In de finale gingen de jongens en de meiden testteamleden banaanvaren. Ze moesten zo lang mogelijk blijven zitten. Voordat ze het water op gingen, mochten de testteamleden wel een opblaasartikel uitkiezen om te trachten de tegenpartij van de banaan af te slaan. Deze laatste deeltest zou volgens het twee-van-de-drie-principe beslecht worden, maar omdat de jongens de eerste twee rondes al wonnen, was de derde niet meer nodig. |
| Uiteindelijke winnaar.                    | Jongens | Eindstand: 3-0. Getrokken conclusie: de jongens kunnen het beste uit hun voeten op het strand. |

#### In één klap → Haren knippen
| Vraag                                            | Antwoord | Notities |
| ------------------------------------------------ | -------- | --- |
| Is het mogelijk om in één klap haren te knippen? | Nee      | Bij het allerlaatste item van Checkpoint seizoen 15 werd een poging gedaan om het haar van testteamlid Lieke in één klap af te knippen. In een poging dat te bereiken, werden haar haren in vloeibare stikstof gedoopt. Het idee was dat de haren door de extreme kou na een paar seconden konden worden afgebroken. Dit werkte echter totaal niet. |

### Aflevering 17
Uitzenddatum: 5 mei 2018
In de laatste aflevering van dit seizoen werd een compilatie vertoond van de beste fragmenten. Net als in voorgaande seizoenen werden de hoogtepunten als een top 10 gepresenteerd.
| #  | Moment                                  | Item                                                   |
| -- | --------------------------------------- | ------------------------------------------------------ |
| 1  | Compilatie van autocrashes              | n.v.t.                                                 |
| 2  | Wc ontstoppen                           | Jongens vs Meiden → In geval van nood                  |
| 3  | Van een auto een skatepark maken        | Auto-skatepark                                         |
| 4  | Hut infiltreren                         | Jongens vs Meiden → Infiltreren                        |
| 5  | Winnen met bowlen                       | Altijd winnen met bowlen                               |
| 6  | Achtbaan                                | Meer met ladders                                       |
| 7  | Onder een auto                          | Stiekem plassen                                        |
| 8  | Schilderijen over andermans hoofd slaan | Jongens vs Meiden → Stuntcrew                          |
| 9  | Golfen met bommen als golfclub          | Jongens vs Meiden → Explosieven                        |
| 10 | Rubriek: In één klap                    | Zonnebrandcrème, Een auto uitdeuken, Je zwembad schoon |

Vlak voor bekendmaking van de eerste plaats werd bekendgemaakt dat de jongens dit seizoen de meeste jongens/meidentests hadden gewonnen. Van de zestien duels die beslecht werden, eindigden er twee gelijk, tien in het voordeel van de jongens en vier in het voordeel van de meiden.

## Kijkcijfers zaterdagafleveringen
| Datum            | Aantal kijkers | Marktaandeel |
| ---------------- | -------------- | ------------ |
| 13 januari 2018  | 132.000        | 15,0%        |
| 20 januari 2018  | 130.000        | 14,7%        |
| 27 januari 2018  | 105.000        | 10,5%        |
| 3 februari 2018  | 103.000        | 12,5%        |
| 10 februari 2018 | 113.000        | 8,8%         |
| 17 februari 2018 | 41.000         | 3,6%         |
| 24 februari 2018 | 67.000         | 5,2%         |
| 3 maart 2018     | 85.000         | 9,4%         |
| 10 maart 2018    | 86.000         | 9,3%         |
| 17 maart 2018    | 140.000        | 15,2%        |
| 24 maart 2018    | 161.000        | 18,3%        |
| 31 maart 2018    | 105.000        | 14,3%        |
| 7 april 2018     | 118.000        | 14,0%        |
| 14 april 2018    | 163.000        | 15,2%        |
| 21 april 2018    | 75.000         | 10,4%        |
| 28 april 2018    | 141.000        | 18,2%        |
| 5 mei 2018       | 117.000        | 16,1%        |